# The Beach Boys (album)
Albums de The Beach Boys
Keepin' the Summer Alive
(1980) Still Cruisin'
(1989)
The Beach Boys est le vingt-cinquième album studio du groupe The Beach Boys. Il est sorti en 1985. Il s'agit du premier album du groupe enregistré après la mort de Dennis Wilson et le dernier paru chez CBS Records (maintenant Sony Music Entertainment).

## Titres

### Face 1
| No | Titre                                                                                         | Durée |
| -- | --------------------------------------------------------------------------------------------- | ----- |
| 1. | Getcha Back (Mike Love, Terry Melcher)                                                        | 3:02  |
| 2. | It's Gettin' Late (Carl Wilson, Myrna Smith Schilling, Robert White Johnson)                  | 3:27  |
| 3. | Crack at Your Love (Brian Wilson, Al Jardine)                                                 | 3:40  |
| 4. | Maybe I Don't Know (Carl Wilson, Myrna Smith Schilling, Steve Levine, Julian Stewart Lindsay) | 3:54  |
| 5. | She Believes in Love Again (Bruce Johnston)                                                   | 3:29  |

### Face 2
| No | Titre                                                      | Durée |
| -- | ---------------------------------------------------------- | ----- |
| 1. | California Calling (Al Jardine, Brian Wilson)              | 2:50  |
| 2. | Passing Friend (George O'Dowd, Roy Hay)                    | 5:00  |
| 3. | I'm So Lonely (Brian Wilson, Eugene E. Landy)              | 2:52  |
| 4. | Where I Belong (Carl Wilson, Robert White Johnson)         | 2:58  |
| 5. | I Do Love You (Stevie Wonder)                              | 4:20  |
| 6. | It's Just a Matter of Time (Brian Wilson, Eugene E. Landy) | 2:23  |

### Titre bonus
L'édition au format CD contient une chanson supplémentaire par rapport aux versions vinyle et cassette :
| No | Titre                                               | Durée |
| -- | --------------------------------------------------- | ----- |
| 1. | Male Ego (Brian Wilson, Mike Love, Eugene E. Landy) | 2:32  |